# Barcelona, nit d'hivern
Barcelona nit d'hivern és una pel·lícula catalana estrenada el 2015, dirigida per Dani de la Orden i protagonitzada per Miki Esparbé, Àlex Monner i Bárbara Santa-Cruz entre altres actors.
Es tracta de la segona part de Barcelona, nit d'estiu i compta amb una actuació del músic Joan Dausà, que interpreta diversos temes de la banda sonora per introduir les diferents històries que relata la pel·lícula, que transcorre durant la Nit de Reis.

## Argument
Tornen a fer-se sis històries de parelles que de forma diferent lluiten per l'amor. Hi ha una parella de lesbianes, altra de la tercera edat, un personatge que fa de Rei Melcior a la cavalcada de la nit de Reis de la que salta en marxa en veure a un antic amor, i també hi ha una altra història que gira al voltant dels consells que es donen per evitar enamorar-se després d'un rotllo ocasional d'una nit.

## Repartiment
- Àlex Maruny com Oscar
- Vicky Luengo com Olga
- Alexandra Jiménez com Alba
- Aina Clotet com Sílvia
- Abel Folk com Enric
- Alberto San Juan com Miguel
- Àlex Monner com Jordi
- Miki Esparbé com Carles
- Berto Romero com Manel
- Clara Segura com Fina
- José Corbacho
- Bernat Saumell com Oriol
- Asunción Balaguer com Júlia
- Cristian Valencia com Adrián
- Bárbara Santa-Cruz com Laura
- Tina Sáinz com Mare Laura
- Montserrat Carulla com Carme
- Fermí Reixach com Jaume
- David Guapo com Curro
- Andrea Compton com Lola
- Antón Lofer

## Al voltant de la pel·lícula
La pel·lícula va ser rodada durant set setmanes en diverses localitzacions de Barcelona, com el passeig de Picasso, l'aeroport del Prat, el Passeig del Born o el Raval.
Està produïda per Playtime Movies, El Terrat i Sábado Películas en producció associada amb Televisió de Catalunya i la participació de Televisió Espanyola.